# District de Xiuyu
Le district de Xiuyu (秀屿区 ; pinyin : Xiùyǔ Qū) est une subdivision administrative de la province du Fujian en Chine. Il est placé sous la juridiction de la ville-préfecture de Putian.